# نيكي بارنز
نيكي بارنز (بالإنجليزية: Nicky Barnes)‏ هو بارون مخدرات أمريكي، ولد في 15 أكتوبر 1933 في هارلم في الولايات المتحدة، وتوفي في 2012.

## وصلات خارجية
- نيكي بارنز على موقع IMDb (الإنجليزية)
- نيكي بارنز على موقع إن إن دي بي (الإنجليزية)
- نيكي بارنز على موقع قاعدة بيانات الفيلم (الإنجليزية)